# Kenneth Gaudet
Kenneth Gaudet (Warrensburg, 4 novembre 2004) è un nuotatore artistico statunitense.

## Biografia
Prima di praticare il nuoto artistico è stato cheerleader.
È stato convocato ai mondiali di Budapest 2022, dove si è classificato 5º nel duo misto programma libero e tecnico, con la connazionale Claudia Coletti.
Alle World Series è salito sul più volte sul podio.

## Palmarès
- Mondiali

Fukuoka 2023: argento nel solo tecnico e bronzo nel solo libero
- Mondiali giovanili:

Lima 2024: oro nella gara a squadre programma acrobatico.
- Giochi panamericani giovanili

Cali 2021: oro nel duo misto

### Coppa del Mondo
- 5 podi:
  - 2 secondi posti (2 nella gara individuale)
  - 3 terzi posti (3 nella gara individuale)